# Агропросперис
«Агропросперис» (Агропросперіс, Agroprosperis Group, AP Group) — второй по величине растениеводческий агрохолдинг на Украине, специализирующийся на производстве и экспорте зерновых (пшеница, кукуруза) и масличных культур (подсолнечник, рапс, соя).

## История
В 2006—2007 гг. инвестфонд NCH Capital (США) основал на Украине ряд дочерних агропромышленных предприятий. В 2014 году состоялось объединение всех украинских активов NCH Capital в единую группу под названием «Агропросперис». В состав холдинга вошли 60 агропроизводственных компаний (в том числе «Золотий світанок», «Чарівний світанок», «Промінь Агро», «ЛатАгро», «Краєвид-Інвест», «Біо Агро»), 12 элеваторов и «Агропросперис Банк» (сокращенно — «АП Банк»).

## Деятельность
Земельный банк группы составляет более 400 тыс. га. Холдинг экспортирует свыше 2,5 млн тонн зерна в год. Основные регионы экспорта — Северная Африка, Ближний Восток, Азия, Китай. Показатель EBITDA на гектар у компании составлял на 2015 год 231 доллар США. Урожайность кукурузы у компании одна из самых высоких на Украине — 99 ц/га.
Малым и средним производителям зерновых и масличных культур Украины холдинг предлагает сервисную платформу, суть которой — повышение возврата на вложенный капитал в агропроизводство, используя отработанные технологические решения по 5 культурам (подсолнечник, кукуруза, пшеница, рапс и соя). По мнению главы представительства NCH Capital на Украине Михаэля Бертрама, фермеры «при работе в поле» эффективнее агрохолдингов и поэтому основная функция холдинга — эта работа «в части закупок, продаж, управленческих вопросов» и привлечения капитала.
С 2016 года группа осуществляет партнерскую программу для руководителей малых и средних агропредприятий, участники которой получают доступ к IT-системе Smart Agri, позволяющей планировать бизнес-процессы, моделировать севооборот и просчитывать финансовые показатели. Компания также предлагает IT-систему AP Agronomist, посредством которой можно управлять материальными и трудовыми ресурсами, включая полевые работы.
Группа «Агропросперис» управляет собственным парком железнодорожных вагонов-зерновозов и локомотивов.
Помимо собственного производства группа закупает продукцию украинских фермеров, предоставляя услуги в сфере логистики, а также осуществляя дистрибуцию семян, удобрений и средств защиты растений, финансирование фермеров под залог будущего урожая.